# Де Мари, Сильвана
Сильвана Де Мари (родилась 5 июля 1953) — итальянская писательница детской фантастики. Известна во всем мире как автор книги «L’ultimo Elfo» (Последний эльф) (2004), отмеченного различными наградами и опубликованного на 18 других языках.

## Биография
Родилась в 1953 году в городе Санта-Мария-Капуа-Ветере, провинция Казерта, Кампания, Италия . Окончив медицинский факультет университета, работала хирургом в Италии и в Эфиопии, затем открыла частную психотерапевтическую практику в Турине .
Затем Де Мари занялась писательской деятельностью. Книга «Последний эльф» (в США издана под названием «Последний дракон») была ее третьей детской книгой и первой, переведенной на английский язык.
Следующая книга «L’Ultimo Orco» (Последний людоед) получила приз «IBBY International Boud Books Young People» в 2006 году и «Les prix en littérature jeunesse» в 2009 году во Франции . Эта книга была переведена и опубликована в таких странах, как Франция, Германия, Венгрия, Япония, Литва, Северная Македония, Панама, Румыния, Таиланд, Великобритания и США.

### Романы
- L'ultima stella a destra della luna. — Salani, 2000.
- La bestia e la bella. — Salani, 2003.
- Il cavaliere, la strega, la morte e il diavolo. — Lindau, 2009.
- Il gatto dagli occhi d'oro. — Fanucci, 2009.
- Giuseppe figlio di Giacobbe, Effatà, 2014[8][9]
- La nuova dinastia 2015, 2017.
- Il gatto dagli occhi d’oro, Giunti, 2015.
- Sulle ali della libertà 2016.

### Сага «Последний эльф»
- L'ultimo elfo. — Salani, 2004.
- L'ultimo orco. — Salani, 2005.
- Gli ultimi incantesimi. — Salani, 2008.
- L'ultima profezia del mondo degli uomini. — Fanucci, 2010.
- Io mi chiamo Yorsh. — Fanucci, 2011. (Prequel de L’ultimo elfo)
- L'ultima profezia del mondo degli uomini. L'epilogo. — Fanucci, 2012.
- Arduin il Rinnegato. — Ares, 2017.

### Трилогия «Ханя»
- Hania. Il regno delle tigri bianche, Giunti 2015
- Hania. Il cavaliere di luce, Giunti 2015
- Hania. La strega muta, Giunti 2016

### Эссе
- Il drago come realtà – I significati storici e metaforici della letteratura fantastica. — Salani, 2007.
- La realtà dell'orco. — Lindau, 2012.
- L’ultimo nemico che sarà sconfitto è la morte. Joanne Kathleen Rowling e l’eptalogia di Harry Potter ne Il Fantastico nella Letteratura per ragazzi. Luci e ombre di 10 serie di successo, a cura di Marina Lenti, Runa Editrice, 2016.
- Le avventure di Bilbo Baggins, scassinatore, esperto cacciatore di tesori: l’oro e la menzogna nello Hobbit in Hobbitologia, a cura di Marina Lenti e Paolo Gulisano, Camelozampa, 2016.